# 越中三大山城
越中三大山城（えっちゅうさんだいやまじろ）は日本の越中国（富山県）にあった城のうち、以下の三つを指したものである。
- 増山城（富山県砺波市）
- 松倉城（富山県魚津市）
- 守山城（富山県高岡市）

いずれも堅固な山城であり、戦国時代に戦いの舞台となった。永禄年間から天正年間にかけて、神保長職や椎名康胤、越中一向一揆等が立て篭もり、越後の上杉謙信の攻撃に抵抗した。